# Mein Blind Date mit dem Leben
Pour plus de détails, voir Fiche technique et Distribution.
Mein Blind Date mit dem Leben (en anglais : My Blind Date with Life) est un film biographique allemand réalisé par Marc Rothemund, sorti en 2017.

## Fiche technique
- Titre original : Mein Blind Date mit dem Leben
- Réalisation : Marc Rothemund
- Scénario : Oliver Ziegenbalg (de), Ruth Toma
- Musique : Michael Geldreich et Jean-Christoph Ritter (de)
- Casting : Stefany Pohlmann
- Production : Yoko Higuchi-Zitzmann (de), Tanja Ziegler (de), Simon J. Buchner
- Sociétés de production : Ziegler cinema, SevenPictures Film, StudioCanal
- Sociétés de distribution : StudioCanal
- Pays d'origine :  Allemagne
- Langue originale : Allemand
- Format : couleur - 2,35:1
- Genre : Comédie dramatique
- Durée : 111 minutes
- Dates de sortie en salles : Allemagne : 26 janvier 2017

## Distribution
- Kostja Ullmann : Saliya Kahawatte (de)
- Anna Maria Mühe : Laura
- Ludger Pistor : Lehrer Döngen
- Nilam Farooq (de) : Sheela
- Herbert Forthuber (de) : Herr Kolditz
- Kida Khodr Ramadan (de) : Hamid
- Johann von Bülow : Kleinschmidt
- Jacob Matschenz : Max
- Uwe Preuss (de) : Augenarzt
- Alexander Held : Fried
- Rainer Reiners (de) : Deutschlehrer
- Michael A. Grimm (de) : Küchenchef Krohn
- Samira El Ouassil (de) : Jala Asgari